# 4-乙酰氧基-N-甲基-N-乙基色胺
4-乙酰氧基-N-甲基-N-乙基色胺（英语：4-Acetoxy-N-methyl-N-ethyltryptamine，简称4-AcO-MET），是一种致幻色胺。它是4-HO-MET的乙酸酯，是4-AcO-DMT的同系物。它是一种新型化合物，人类使用的历史非常少。它有时被在线零售商作为研究性化学品出售。  
预计该化合物会被胆碱酯酶迅速水解成游离酚类4-HO-MET，但缺乏关于该药物代谢命运的人体研究。

## 合法性
4-AcO-MET在美国不在列。它可能被视为脱磷酸裸盖菇素的类似物，脱磷酸裸盖菇素是《受控物质法》规定的附表I药物。因此，根据《联邦类似物法》，出售供人类消费或用于非法非医疗目的可被视为犯罪。
在瑞士，4-AcO-MET是Verzeichnis E下的受控物质。
4-AcO-MET在英国属于A类药物，因为它是药物4-HO-MET的酯（根据色胺全面条款，4-HO-MET属于A类药物）。